# Orsa
Orsa er et byområde samt hovedby i Orsa kommun i Dalarnas län i det mellemste Sverige. Siden 2018 ligger en mindre del af byområdet i Mora kommun.
Orsa er beliggende ved Oreälvens udmunding i Orsasjön i den nordlige del af Siljansbygden omkring Siljansøen cirka 15 kilometer nord for Mora. Gennem byen løber Inlandsbanan og Europavej E45, og desuden er der forbindelse til jernbanen Bollnäs-Orsa.

## Historie
Orsa er kyrkby i Orsa socken og indgik efter kommunalreformen i 1862 i Orsa landskommun. I denne blev Orsa kyrkby municipalsamhälle, fra 1925 benævnt Orsa municipalsamhälle, oprettet til byen den 13. juni 1902 og opløst ved udgangen af 1966. Siden 1971 har byen hørt til Orsa kommun som hovedby.
I 1901 blev en stor del af det gamle Orsa centrum ødelagt af en ildebrand. Kirken var en af de få bygninger som overlevede. I forbindelse med genopbygningen anlagdes en ny centrumbebyggelse langs med jernbanen, som åbnede for trafik 10 år tidligere. Efter den nye Järnvägsgatan, som blev byens hovedgade, opførtes nogle interessante bygninger, blandt andet stationshuset (i dag Orsa Station bed & breakfast), det statslige jernbanehotel (i dag Orsa järnvägshotell) og August Larsson-huset, sidstnævnte på hjørnet ved Älvgatan (se nedenfor).

## Bebyggelsen
De store skove begynder lige nord for Orsa med den tyndt befolkede Orsa Finnmark, hvor mange finner flyttede til i 1600-tallet. Det er populært at løbe langrend i Koppången, omkring 20 kilometer nord for Orsa. Vandfaldene Helvetesfallet og Storstupet ligger langs Ämån. Mod nordøst ligger Skattungbyn, hvorfra den fantastiske udsigt over Oreälven kan nydes.
I Orsa ligger Orsa kyrka. I Kallmora, ikke langt derfra, ligger Orsa Slipstensmuseum, der dokumenterer den århundredlange tradition for at fremstille slibesten af den særlige orsasandsten udvundet i området. I selve Orsa ved Orsasjön ligger Orsa Camping, der blev etableret i 1932 ved den kilometerlange sandstrand. Dalarnas største musikbutik, Hellzephyrs, ligger i Orsa centrum. En af de mest fremtrædende bygninger i Orsas bybillede er det så kaldte August Larsson-hus på Järnvägsgatan 21, bygget til købmanden Carl Strandell. Huset er opkaldt efter tøjhandleren August Larsson (1891-1961) som havde sin butik i bygningen fra 1919 og mange år derefter. Neonteksten Aug. Larsson står stadigvæk på hjørnetårnets facade. Nordvest for Orsa ligger fritidsanlægget Orsa Grönklitt, der er mest kendt for Orsa Björnpark.
De kendte Orsa spelmän med Kalle Moraeus i spidsen kommer også fra byen.

### Bankvæsen
Kopparbergs enskilda bank åbnede et kontor i Orsa i 1890'erne. Den i 1904 åbnede Dalarnes bank havde fra begyndelsen en filial i Orsa. Denne bank blev i 1908 opkøbt af Bankaktiebolaget Stockholm-Öfre Norrland. Senere indgik begge bankerne i Göteborgs bank og Svenska Handelsbanken. Göteborgs bank forlod senere byen. Orsa havde også et sparekassekontor tilhørende Kopparbergs läns sparbank.
Den 31. maj 2021 nedlagde Handelsbanken filialen i Orsa, hvorefter byen står uden bankkontor.

## Billedgalleri
- Orsa kommunhus
- August Larsson-huset,
 Järnvägsgatan 21
- Orsa Station bed & breakfast
- Gamla lokstallet
- Orsasjön

## Begivenheder
Hver onsdag i juli samt den første onsdag i august afholdes der årligt en gademusikfestival i Orsa centrum kaldet OrsaYran. Musikere valfarter hertil overaltfra i Sverige for at spille for og med hinanden og for den store mængde turister og andre musikinteresserede som besøger Orsa onsdag aften. Forskellige slags musikere kan ses på hvert gadehjørne og spisetelt. Festivalen plejer at starte med at alle musikere samles inde på  Orsa Stadshotell for siden at gå gennem byens gader sammen, spillende og syngende, inden man til slut går hver til sit og fortsætter underholdningen hele aftenen lang.